# Gustave Heiss
Gustave Marinius Heiss (Meridian, 4 novembre 1906 – Arlington, 7 giugno 1982) è stato uno schermidore statunitense, vincitore di una medaglia di bronzo nella scherma ai giochi olimpici.